# جو وايز
جو وايز (بالإنجليزية: Joe Wise)‏ هو سباح أمريكي، ولد في 22 مايو 1993.